# Alfred Berg (matematiker)
Bernhard Alfred Berg, född 21 november 1838 i Falu Kristine församling, Dalarna, död 9 februari 1900 i Klara församling, Stockholm, var en svensk matematiker, lärare och läroboksförfattare. Berg skrev ett flertal läroböcker inom matematik och han var bland annat lärare till Gustaf V och hans bröder. Hans sätt att lära ut artitmetik var banbrytande för sin tid vilket bidrog till att det senare blev standard för utbildningen i hela Sverige. Hans läroböcker var mycket använda under början av 1900-talet. Berg beskrivs i Svenskt biografiskt lexikon som ”vår kanske flitigaste läroboksförfattare på den elementära matematikens område”.

## Utbildning
Berg var elev vid högre lärdomsskolan i Falun 1847–1854. År 1858 blev han student vid Uppsala universitet där han avlade filosofie kandidatexamen i april 1866. I maj samma år promoverades han till filosofie doktor efter att ha disputerat med avhandlingen Framställning af striden mellan Galvani och Volta. Juni–augusti 1873 var han på studieresa med stipendium genom Danmark, Preussen, Österrike och Schweiz.

## Karriär

### Lärare
Under tiden han studerade på universitetet blev Berg extra lärare vid sitt tidigare läroverk Falu högre lärdomsskola. Han var även extra lärare vid Stockholms gymnasium 1866–1870. Han genomgick provår vid Jakobs elementarläroverk höstterminen 1868 och vid Stockholms gymnasium vårterminen 1869. Åren 1868–1872 var han lärare vid Stockholms lyceum. Från november 1870 var Berg kollega i fyra år vid Ladugårdslands lägre elementarläroverk och från september 1872 extra lärare och senare överlärare vid Seminariet för bildande af lärarinnor. 1874 utnämndes Berg till överlärare i matematik vid Slöjdskolan, sedermera Tekniska skolan, där han tjänstgjorde fram till sin död i februari 1900.
Med start höstterminen 1873 fram till och med 16 december 1876 var Berg lärare i matematik åt kronprinsen, sedermera kung Gustaf V. Mellan 1873 och 1884 var han även lärare i matematik och fysik åt kronprinsens bröder; arvfurstarna Oscar, Carl och Eugen. Som belöning för sin insats förlänades Berg Vasaorden av kung Oscar II.

### Författare
Berg var en mycket flitig författare av läroböcker inom elementär matematik. Redan under hans livstid gjordes hans böcker i över 30 upplagor och nya upplagor fortsatte tryckas även efter hans död. Hans bok Folkskolans räknelära översattes dessutom till finska. Bergs böcker präglades av rikligt och väl valda exempelsamlingar, en ovanlighet på denna tid. Han bröt mot 1858-års skolordning och dess principer kring decimalräkning genom att börja med att introducera bråk före decimaler. Detta system blev senare fastslaget i 1906-års läroplan. Bergs mål i sin undervisning och författarskap var att ”lärjungarna verkligen skulle begripa reglerna, innan dessa inlärdes, men han underskattade ej heller vikten av den rent manuella färdighetens uppträning”. Bergs filosofi kan sammanfattas i att eleverna ska lära sig och ordentligt förstå teorin och de fyra räknesätten. Istället för att memorera och mekaniskt utföra krångliga räkneregler, något som tidigare varit praxis.

## Familj
Alfred Berg var son till handlaren Mikael Berg (1797–1850) och Ulla Berg, född Spilhammar (1810–1904). Han var halvkusin med tidningsmannen Johan Spilhammar (1836–1922). Berg gifte sig 16 december 1870 med Elin Maria Spilhammar (1850–1936), som även hon var hans halvkusin.

## Utmärkelser
- Riddare av Kungl. Vasaorden, 1884.[1]